# محمد أبو الغيط
محمد أبو الغيط (3 أكتوبر 1988، أسيوط - 5 ديسمبر 2022، لندن ) كان صحفيًا استقصائيًا مصريًا كان "في طليعة جيل جديد من الناشطين والصحفيين الديناميكيين الذين نشأوا من اضطرابات الربيع العربي ".  عمله، الذي يُعتبر " لا مثيل له في منطقة معادية على نطاق واسع للصحفيين،"  كشف عن احتيال صحي عسكري في مصر ،  كيف انتهكت الدول الغربية مبيعات الأسلحة الثنائية في حرب اليمن ،  وكشف عن شبكات تمويل سرية لميليشيا قوات الدعم السريع السودانية . 
توفي أبو الغيط في 5 ديسمبر 2022 عن عمر يناهز 35 عامًا، بسبب سرطان المعدة ، وهي محنة استمرت 17 شهرًا وثقها في مذكرات نُشرت بعد وفاته تحت عنوان " أنا قادم أيها النور ".  

## بداية حياته المهنية
ولد الدكتور أبو الغيط في أسيوط ، مصر في 23 أكتوبر 1988، وتلقى تدريبه في البداية كطبيب، وبدأ حياته المهنية في مستشفى إمبابة العام في الجيزة .  كانت أولى محاولاته في الكتابة كهاوٍ، فحصل على المركز الثالث في مسابقة القصة القصيرة بمكتبة الإسكندرية في عام 2010. 
انضم إلى احتجاجات الثورة المصرية عام 2011 ، والتي تم اعتقاله بسببها. بدأ أبو الغيط الكتابة مباشرة بعد إطلاق سراحه، حيث أنشأ مدونته الخاصة، جداريا (فريسكو)، حيث انتشر أحد منشوراته الأولى، "الفقراء أولا يا أولاد الكلب!"  على نطاق واسع، حيث انتقد النخبة السياسية بسبب نزاعها حول القضايا الثقافية والأيديولوجية، بينما نسوا مطالب الفقراء. 
بدأ أبو الغيط الكتابة لمدونة " بص و تول "، مستوحىً مما رآه "إضفاء الطابع الإنساني على القضايا الاقتصادية" من قبل صحفيين مثل أميمة كمال، وسلمى حسين، ووائل جمال.  ومن خلال جمال، تقدم أبو الغيط بطلب الكتابة ككاتب ضيف في صحيفة الشروق المصرية اليومية، ثم الكتابة لصحيفة يومية أخرى معروفة ، وهي المصري اليوم . 

## الصحافة الاستقصائية
ترك أبو الغيط بصمته كصحفي استقصائي في عام 2014، حيث كشف في تحقيق استقصائي لصحيفة الشروق عن طبيب محتال تابع للقوات المسلحة المصرية زعم أنه اخترع جهازًا لعلاج التهاب الكبد الوبائي سي وفيروس نقص المناعة البشرية/الإيدز وفيروسات أخرى.  أصبحت هذه الكارثة المحرجة معروفة فيما بعد باسم "كفتة" في إشارة إلى استخدام أسياخ اللحم المفروم.  ومع ذلك، شعر أبو الغيط بالتهديد من صعود النظام العسكري وكيفية سجنه للصحفيين، ففر من مصر إلى المملكة المتحدة بعد بضعة أشهر من نشر مقالته عندما انتخب الرئيس عبد الفتاح السيسي في منتصف عام 2014. 
عمل أبو الغيط بعد ذلك مع شبكة الجزيرة الإعلامية ، حيث أنتج عددًا من الأفلام الوثائقية، بما في ذلك "50 توقيعًا مختلفًا" ، والتي تكشف عن مدى البيروقراطية المصرية،  واغتيال فرج فودة ،  وهو ناشط مصري بارز في مجال حقوق الإنسان، و "من أحرق مدينتي "، الذي جمع روايات شهود العيان عن حريق القاهرة الكبير عام 1952. 
بين عامي 2018 و2019، قام أبو الغيط وفريق من الصحفيين بالبحث وإنتاج سلسلة من الأفلام الوثائقية حول استخدام الأسلحة المصنوعة في أمريكا في حرب اليمن ، والتي تم بثها على شبكة سي إن إن،    ودويتشه فيله .  حصل على جائزة ريكاردو أورتيجا التذكارية - الميدالية الذهبية، عن عمله في عام 2019. 
في عام 2019، نشر أبو الغيط بالاشتراك مع نيك دونوفان وريتشارد كينت مقالاً استقصائيًا في جلوبال ويتنس ، والذي كشف عن شبكات تمويل سرية لميليشيا قوات الدعم السريع السودانية ، وهي المنظمة التي حددوها آنذاك بأنها تتمتع بقوة عسكرية كبيرة واستقلال مالي يمكن أن يهدد الانتقال الديمقراطي السلمي في السودان .  فازت هذه المقالة بجائزة فيسيتوف للصحافة في عام 2020.  ولكن للأسف الشديد ثبتت صحة توقعاتهم، حيث أشعلت قوات الدعم السريع الصراع في السودان عام 2023 مع فصائل عسكرية أخرى في أبريل/نيسان، في محاولة للاستيلاء على السلطة.
وفي وقت لاحق من عام 2020، ساهم أبو الغيط في تحقيق آخر أجرته منظمة جلوبال ويتنس، وكشف هذه المرة عن جزء من الشبكة المالية للديكتاتور السوري بشار الأسد . 

## الكتابة المختارة

### الصحافة الاستقصائية
بالوثائق والصور.. الشروق تتعقب مخترع علاج فيروس سي (العربية) ، الشروق، 6 مارس 2014. 
اليمن وتجارة الأسلحة العالمية ، فيلم وثائقي لـ DW . 4 ديسمبر 2018.  جوائز جمعية مراسلي الأمم المتحدة، جائزة ريكاردو أورتيجا لأفضل صحافة إذاعية، 2019 - الميدالية الذهبية. 
المستخدم النهائي: كيف وصلت الأسلحة الغربية إلى أيدي داعش والقاعدة في اليمن؟ "شبكة إعلاميون من أجل صحافة استقصائية عربية (أريج)، 28 فبراير 2019.  جائزة القصة الحقيقية 2021 - الحائز على الجائزة. 
(مع ريتشارد كينت ونيك دونوفان) فضح الشبكة المالية السرية لمنظمة مراسلون بلا حدود، جلوبال ويتنس ، 9 ديسمبر 2019.  جوائز فيتيسوف للصحافة لعام 2020، المساهمة المتميزة في السلام - الفائز. 

### مقالات ومقالات رأي
وكأن شيئا لم يكن ، المصري اليوم، 12 أكتوبر 2012.  جائزة مصطفى الحسيني للصحافة العربية الشابة 2013 - الحائز على الجائزة. 
موسم الموتى الأحياء (عربي)، الشروق.  جائزة سمير قصير 2014 - حائز عليها. 

### كتاب
أنا قادم أيها الضوء (عربي)، دار الشروق، 2022.

## روابط خارجية
جداريا (مدونة أبو الغيط)
كتابات الشروق
كتابات لصحيفة المصري اليوم
كتابات لمدى مصر
الوسيط (ترجمات إنجليزية لبعض أعمدة أبو الغيط العربية)